# Favonius schischkini
Favonius schischkini är en fjärilsart som beskrevs av Kurentsov 1970. Favonius schischkini ingår i släktet Favonius och familjen juvelvingar. Inga underarter finns listade i Catalogue of Life.